# 999 (szám)
A 999 (római számmal: CMXCIX) egy természetes szám, a legnagyobb háromjegyű pozitív egész szám, palindromszám.

## A szám a matematikában
A tízes számrendszerbeli 999-es a kettes számrendszerben 1111100111, a nyolcas számrendszerben 1747, a tizenhatos számrendszerben 3E7 alakban írható fel.
A 999 páratlan szám, összetett szám, kanonikus alakban a 33 · 371 szorzattal, normálalakban a 9,99 · 102 szorzattal írható fel. Nyolc osztója van a természetes számok halmazán, ezek növekvő sorrendben: 1, 3, 9, 27, 37, 111, 333 és 999.
A 999 négyzete 998 001, köbe 997 002 999, négyzetgyöke 31,60696, köbgyöke 9,99667, reciproka 0,0010010. A 999 egység sugarú kör kerülete 6276,90212 egység, területe 3 135 312,610 területegység; a 999 egység sugarú gömb térfogata 4 176 236 396,4 térfogategység.
A 999 helyen az Euler-függvény helyettesítési értéke 648, a Möbius-függvényé 0, a Mertens-függvényé 2.
A 999 Harshad-szám a tízes számrendszerben, azaz osztható számjegyeinek összegével (27-tel).